# Show Racer
Show Racer sind eine Haustaubenrasse und gehören zur Gruppe der Formentauben.

## Herkunft
Sie entstanden Mitte des 20. Jahrhunderts in den USA aus englischen und belgischen Brieftauben und englischen Homerrassen, sowie English Owls. Bis 1953 wurden sie unter der Bezeichnung Show Pen Homer auf Ausstellungen gezeigt, Mit der Gründung eines eigenständigen Clubs wurden sie in American Show Racer umbenannt.

## Aussehen
Mittelgroße kräftige Taube mit aufgerichteter Haltung. Das Gefieder ist am gesamten Körper straff anliegend.
Der Kopf ist breit, kräftig, glatt und geht vom Schnabel in einer Wölbung bis zum Hals. Dieser ist kräftig und verjüngt sich nur wenig nach oben.
Der Schnabel ist mittellang, kräftig und hat Schnabelwarzen.
Die Augenfarbe ist rötlich, bei den weißen dunkel. Der Augenrand ist abhängig von der Gefiederfarbe dunkel bis hell.
Die Brust ist breit und gerundet. Der Rücken ist ebenfalls breit, fällt stark ab bis zum Schwanz und verjüngt sich dabei keilförmig. Der Schwanz ist gut geschlossen und berührt nicht den Boden.
Die Flügel bedecken den gesamten Rücken und werden auf dem Schwanz getragen ohne dabei das Schwanzende zu erreichen.
Die Beine sind mittellang muskulös und unbefiedert.

## Farbenschläge
Show Racer gibt es in Schwarz, Weiß, Dunkel, Dunkelgehämmert, Blau mit schwarzen Binden, Blaugehämmert, Dominant Rot, Dominant Gelb, Andalusierfarbig, Indigo mit und ohne Binden, Indigo-Gehämmert, Indigo Dunkel, Blaufahl, Blaufahl-Gehämmert, Rotfahl, Rotfahl ohne Binden, Rotfahl-Gehämmert, Rotfahldunkelgehämmert, Gelbfahl, Gelbfahl-Gehämmert, Gelbfahldunkelgehämmert, Blau-, Blaufahl-, Rotfahl- und Gelbfahl-Schimmel. Schecken (Fleckenschecken) in den Hauptfarbenschlägen außer Schimmel.
- Fahle:

müssen Binden haben und eine reine Schildfarbe
- mit Binden:

gleichmäßig verlaufende Binden
- gehämmerte:

gleichmäßige Hämmerung
- Indigo:

blaue Grundfarbe mit ausgebleichter Schwanzbinde und Schwingen. Die Flügelbinden und die Hämmerung sind schwarz mit rötlichem oder bräunlichem Anflug.
- Schimmel:

weiße Einlagerungen in den Federn (Grizzlefarbig) mit Binden in der Grundfarbe.
Schecken in der Farbverteilung ca. 50 % farbig zu 50 % weiß

## Ringgröße
Ringgrösse 9